# Пустомити
Пусто́мити — місто в Україні, у Львівському районі, Львівської області, колишній районний центр Львівської області. Від обласного центру місто лежить за 19 км, та пов'язане з ним автошляхом державного значення Т 1416 Львів — Пустомити — Меденичі, а також магістральною залізницею Львів — Стрий — Ужгород.
Місто є адміністративним центром Пустомитівської міської громади, до якої, крім м. Пустомити, підпорядковані район Глинна та с. Наварія і Лісневичі. Чисельність населення становить близько 9300 осіб.

## Географія

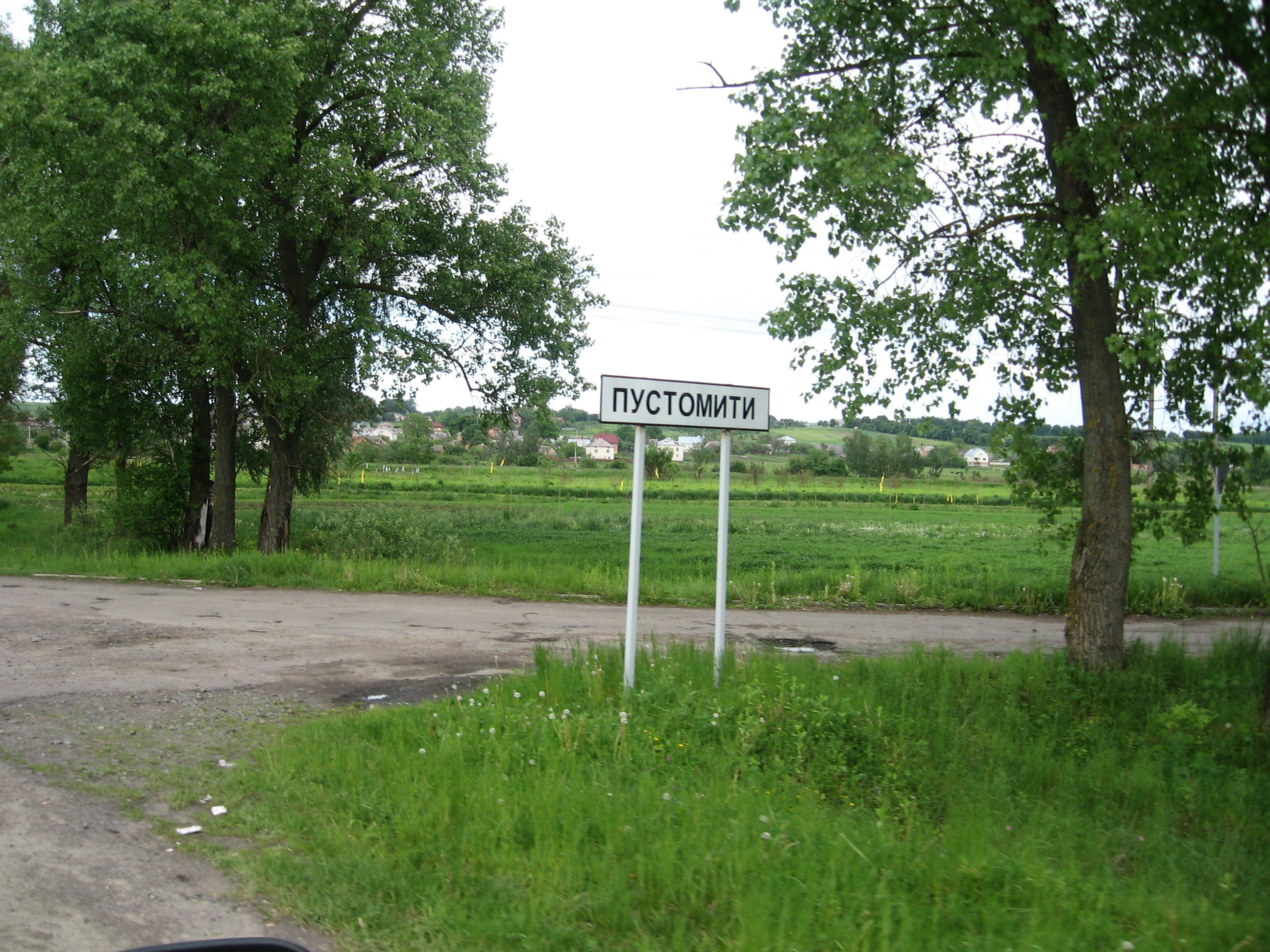

Розташоване на Опіллі, у межиріччі Щирки та її притоки Ставчанки в системі Дністра.
У Пустомитах налічується 75 вулиць, у тому числі 3 провулки.

## Клімат
У Пустомитах вологий континентальний клімат. Середньорічна температура становить 8,8 °C.
Найтепліший місяць липень із середньою температурою 19,6 °C. Січень є найхолоднішим місяцем з температурою -3,0 °C.
Середньорічна кількість опадів становить 852 мм. Вологість повітря найвища у січні (82,95 %).
| Кліматограма Пустомитів                                                                                                   | Кліматограма Пустомитів | Кліматограма Пустомитів | Кліматограма Пустомитів | Кліматограма Пустомитів | Кліматограма Пустомитів | Кліматограма Пустомитів | Кліматограма Пустомитів | Кліматограма Пустомитів | Кліматограма Пустомитів | Кліматограма Пустомитів | Кліматограма Пустомитів |
| --- | ----------------------- | ----------------------- | ----------------------- | ----------------------- | ----------------------- | ----------------------- | ----------------------- | ----------------------- | ----------------------- | ----------------------- | ----------------------- |
| С | Л                       | Б                       | К                       | Т                       | Ч                       | Л                       | С                       | В                       | Ж                       | Л                       | Г                       |
| 47 −1 −6 | 49 1 −5                 | 55 7 −1                 | 63 14 4                 | 95 19 9                 | 96 22 13                | 118 24 15               | 85 24 15                | 77 19 10                | 59 13 6                 | 54 7 2                  | 53 2 −3                 |
| Середня макс. і мін. температури повітря (°C) Атмосферні опади (мм), за рік : 851 мм. Джерело: «Climate-Data.org» (англ.) |                         |                         |                         |                         |                         |                         |                         |                         |                         |                         |                         |

## Символіка
У 1999 році затверджено місцеву символіку, герб та прапор міста. На гербі міста у зеленому полі срібна піч для випалювання вапна, над нею — три золоті кружечки — геральдичні монети, що також символізують об'єднання трьох населених пунктів: Пустомити, Лісневичі, Глинна.

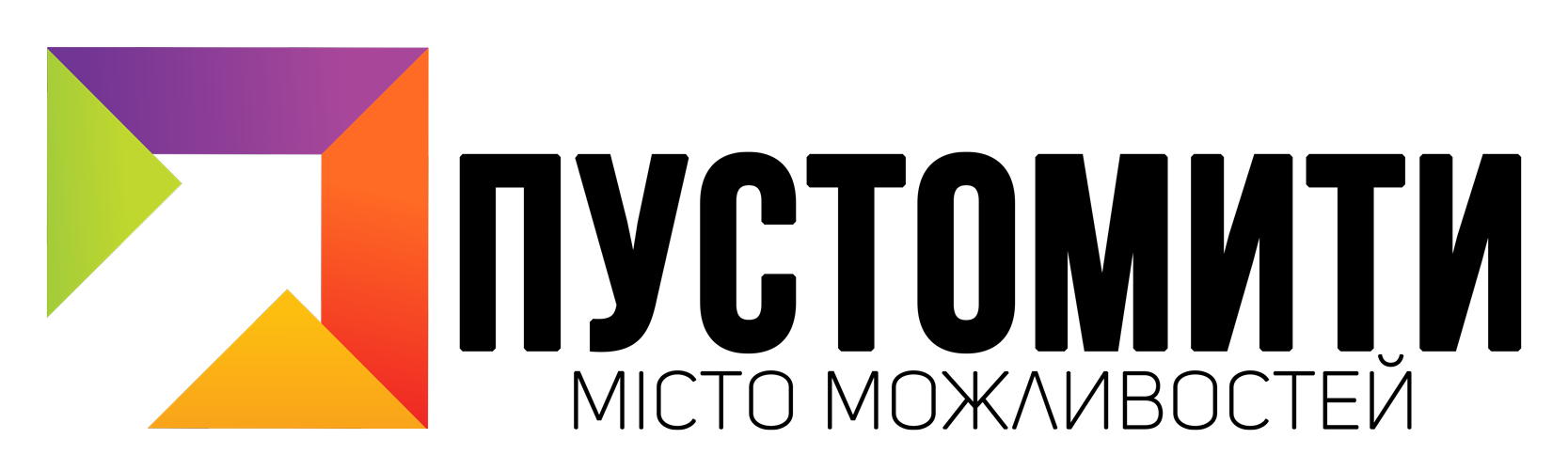
Логотип м. Пустомити «Місто можливостей» (автор Андрій Степований)

## Історія

### Ранні часи
Припускають, що у давньоруські часи селище називалось «Мито» і могло бути митницею на межі Перемишльського та Звенигородського князівств. Згодом місцевість, імовірно, втратила колишнє значення, коли почали активно розвиватися сусідні міста Щирець та Львів. Від словосполучення «пусте мито» й виводять назву «Пустомити».
Збереглися дані, що 1417 року село Митко було продане щирецьким війтом Іваном Нишолеком за 300 польських гривень празьких грошів Станіславові Коритку. Акт продажу затвердив король Владислав Ягайло. Пустомити згадують 1441 року у Львівській судовій книзі це запис про позов до суду шляхтичем Стиборієм з Бенькової Вишні солтиса Пустомитів Марцисія у справі якихось кривд, заподіяних його селянам.
Протягом 1448—1454 років фігурувало у коронній метриці як «Мито» або «Пустомити», власником був Станіслав з роду Коритків. У той час селище межувало з Бортним Островом, долиною Роздолє або Великі Лози.
У 1495 році власником Пустомит був львівський підсудок Іван Дідушицький. Певний час тримав Пустомити Іван Дідушицький, який 1528 року продав їх коронному гетьманові Янові Амору Тарновському. Пізніше син Івана Микола Дідушицький (войський теребовельський, брат Якова, відкупив село і володів ним, зокрема, у 1541 році.
В акті люстрації королівських маєтків 1570 року зазначено, що села Пустомити і Малечковичі Вацлава Дідушицького розмежовує з маєтністю Милошовичі панів Кунатів річка Щирка.
У 1617 році власником Пустомит був Рафаїл Дідушицький. 1626 року село спустошили татари. Напередодні національно-визвольної війни 1648—1654 років власником села був Олександр Дідушицький. На щастя, війна обійшла ці місцевості. Михайло Грушевський у своїй праці писав про ті часи: «Пустомити, Малечковичі, Милошовичі сплатили у 1649 та 1650 роках повний податок. Це неначе щасливі оази серед спалених і безлюдних околиць». За привілеєм Яна II Казимира у 1665 році село отримав Венявський як нагороду за військові заслуги.
Зафіксовано, що 1721 року король Август II Фрідріх призначав комісарів для розмежовування сіл Пустомити та Малечковичі. 1729 року проводили розмежування Пустомит від Семенівки, Поршни та Нагорян.

### Австрійський період
У 1772 році, після першого поділу Польщі Пустомити, як і вся Галичина, відійшли до Королівства Галичини та Володимирії, що тоді перебувало у складі імперії Габсбургів (з 1804 року — Австрійської імперії, з 1867 року — Австро-Угорщини).
У 1787 році Пустомити та Волиця належали панові Якубу Домінському та мешкало тут 82 родини. Документи 1787 року свідчать, що селяни Пустомит і Волиці, яка тоді була хутором, а нині — центральна частина міста, мали в своєму користуванні 583,4 га землі.
На тогочасних документах є відтиски овальної форми домініальної печатки з написом латиницею «Печатка домінії Пустомити» (лат. Potestatis sigillo Pustomyty). Всередині печатки зображено герб Сас: в овальному щиті зображено півмісяць ріжками догори, на кінцях ріжків — зірочки, а над півмісяцем зображена стріла, спрямована вгору.
У 1820 році власником села був Ян Любич Хоєцький. Тоді в Пустомитах налічувалося близько 80 господарств. Згідно з церковними даними 1821 року в Пустомитах та Лісневичах мешкали 774 русини. Греко-католицьким парохом був отець Михайло Левицький, а власником маєтків — Антоніна Кульчицька.
У 1844 році в селі було 115 будинків, у яких було 148 кімнат і 54 комори, тобто більшість будинків мали лише одну кімнату.
У 1847 році Львівщиною ширився голод, селяни ніяк не могли дочекатися збирання першого врожаю. Навесні 1848 року в Австро-Угорщині було скасовано панщину. У 1849 році панські ліси було окопано ровом, а селянам заборонено ними користуватися. Одночасно селянам заборонили пасти худобу на пасовиську «Стависько» (Лісневичі), а також на панських луках і орних землях. Селяни почали добиватися сервітутних прав через суд. Близько 30 років судилися селяни з поміщиком, але так і не добилися своїх прав.
Протягом 1850-х років сільська громада використовувала печатку з написом німецькою мовою «Gemeinde Poztumyty». середині печатки був зображений стоячий сніп, а поруч — селянин у капелюсі та з ціпом у руці.
У 1856 році в Пустомитах було 165 житлових будинків (у тому числі 1 двоповерховий), у яких нараховувалося 218 кімнат та 37 комор.
У 1866 році у селі засновано парафіяльну початкову школу, а 1867 року вона стала «Тривіальною». Обидві ці школи були однокласними. «Тривіальна» школа вважалася вже державною, проте рівень навчання в ній був невисоким.
Станом на 1880 рік у селі було 167 хат та 973 мешканці: 475 римо-католиків, 472 греко-католики, 7 юдеїв та 19 осіб інших конфесій (можливо, німці-протестанти). 1885 року в Пустомитах та Лісневичах разом було 1250 українських парафіян, 1886 року отець Іван Норольський мав 406 вірних у Пустомитах та 632 вірних у Лісневичах.
З давніх часів у Пустомитах було джерело мінеральної сірчистої води, яка за своїм складом та властивостями була подібна до Великолюбінської. Про це писав у 1791—1795 роках німецький мандрівник Гакет. Наприкінці 1879 року джерелом мінеральної води зацікавився новий власник Пустомит угорець Лонгін Дунка де Сайо (угор. Longin Dunka de Sajó). За ініціативи Дунки доктор Вонсович зробив хімічний аналіз води, на основі якого 1880 року було отримано дозвіл на відкриття купального закладу. Джерело було обмуроване каменем, а воду трубами відводили до купалень, двома машинами нагрівали і подавали до ванн. Недалеко в парку було збудовано 2-поверховий будинок з 26 кімнат. При ньому був ресторан. За 150 кроків звідти був дім власника. Купальний сезон мав розпочатися 15 травня 1882 року, а газети повідомляли, що тут є сірчані та залізо-боровинові води. Пустомити були курортом у 1880—1914 роках.
Наявність у Пустомитах та його околицях запасів вапняку призвела до заснування вапняних заводів. У 1887 році в селі збудовано дві великі гофманські (кільцеві) печі для випалювання вапна. Розвитку виробництва вапна сприяла й побудова у 1879 році залізниці Львів—Стрий, що пройшла через Пустомити. Станція спочатку була лише у с. Глинна, а у 1881 році збудовано і в Пустомитах. Наприкінці 1920-х років вапняні підприємства дещо розширилися. Було збудовано ще одну гофманську піч. Певне значення для розвитку їх мало також і те, що в 1929 році через Пустомити пройшов газопровід Стрий—Львів, і при випалюванні вапна почав використовуватись газ. Самі вапняні підприємства були невеликі. Так, на фабриці вапна фірми Шморак і Люфт у Пустомитах (з 1936 року фірма «Альба») працювало в середині 30-х років влітку 120 робітників, взимку — 254.

### XX—XXI століття
У 1906 році в селі виникло кредитне товариство «Народний дім», яке 1912 року мало 149 членів. Там можна було позичити гроші під менший відсоток, ніж у корчмаря. В 1911 році було засновано гурток товариства «Сільський господар», який через рік мав уже 11 членів.
12 березня 1910 року під час сильного вітру спалахнула пожежа, яка протягом півтори години знищила 62 господарства і близько 200 будівель. Панський двір та купелі вціліли. Відомий згодом отець Володимир Стернюк через газету «Діло» звернувся до галичан з проханням про допомогу, позаяк близько 300 осіб залишилися без даху над головою. Негаразди спіткали Пустомити й навесні 1911 року, коли там спалахнула епідемія плямистого тифу.
На той час у селі було 2 єврейські крамниці та 2 корчми. Проти пияцтва боролося товариство «Сокіл» і церковне Братство тверезості.
У 1911—1912 роках польський земський банк у Ланьцуті став продавати полякам землі в Пустомитах. Таким чином у селі збільшилася польська громада. Згодом землю змогли купувати також українці, але при цьому мусили змінювати обряд на римо-католицький. Землі, які скуповувалися польськими селянами, що прибули сюди із заходу, дали початок частині села, що була названа Парцеляцією.
Згідно з даними товариства «Просвіта» у 1912 році в Пустомитах мешкало 990 осіб (590 греко-католиків, 386 римо-католиків, 14 євреїв), було 209 хат. На присілку Волиця, який поступово злився з Пустомитами, мешкали 263 особи.
Хоча українці становили більшість, вони мали 400 моргів землі (морг = 0,56 гектара), тоді як поляки — 600, а панський двір — 667 моргів. Мали близько 1000 курей, 250 корів, 150 свиней, 100 коней, а 50 господарств були взагалі без худоби. Сіяли переважно овес, а садили «бульбу» (так місцеві жителі називають картоплю). Серед ремісників села було 3 ковалі, 5 шевців, 5 кравців та кілька кравчинь і 2 столярі. Також робітники працювали на місцевій вапнярці. Деякі виїжджали до Німеччини чи США.
Під час виборів 1913—1914 років загострилися протистояння між польським та українськими виборцями і кандидатами, на результати виборі було подано численні скарги та протести.
Бої під час першої світової війни вперше безпосередньо зачепили місцевість 10—11 вересня 1914 року, коли в Лісневичах повністю згоріло 50 хат, а в Пустомитах росіяни спалили 5 хат. Під час відступу російського війська село знову потерпіло 21 червня 1915 року, коли тут точилися бої, а з боку Милошовичів спалено 7 хат. Також згоріли панський двір, купальні та будинки при залізниці. Однак з Пустомит (тоді с. Волиця) походив відомий громадський та військовий діяч, сотник Українських Січових Стрільців Василь Кучабський.
Після війни міжнаціональні стосунки стали ще напруженішими, ніж до того. Отець Володимир Стернюк у 1923 році так описав це: «Пустомити на дві третини польське село і є осідком…польської боївки. Польські боївки понищили будинки, в яких містилися раніше наші товариства. Розкинули пам'ятник Т. Шевченкові. Побоями, висаджуванням вікон, киданням гранат до хат…, і ставленням через суд пригнобили наших людей, але не придавили».
Згідно з польськими церковними даними, у 1930 році тут мешкало 1027 римо-католиків. За даними читальні, у 1935 році в селі було 200 хат (50 українських, 149 польських, 1 єврейська), але такі цифри малоправдоподібні. У звіті за 1937 рік зазначено, що в Пустомитах було 385 хат (102 українські, 281 польська та 2 юдейські). Станом на 1 січня 1939 року в Пустомитах було 1780 мешканців, з них 540 українців-греко-католиків, 300 українців-латинників (перейшли в 1910 році на римо-католицький обряд), 910 поляків (разом з приєднаним у 1920-х роках Голоськом Малим) і 30 юдеїв, а в селі Глинна — 1160 мешканців, з них 280 українців-греко-католиків, 850 поляків (частково прибулий робітничий елемент) і 10 юдеїв.
У 1931 році в Пустомитах працювали трикласна і однокласна школи та двокласна в Глинній. У школах навчання проводилося лише польською мовою.
30 листопада 1932 року через Пустомити з Городка відступали члени ОУН Василь Білас і Дмитро Данилишин. Після акту експропріації пошти в Городку, оунівці відступили в напрямку залізниці, аби дістатись до Стрия. Близько 23.00 год. вони дістались до станції Глинна-Наварія і тут планували сісти на потяг. На цей час про подію в Городку вже знали в усіх відділках поліції. Близько 23:15 на вокзалі в Глинній-Наварії комендант станції разом із лінійним поліціянтом проводили перевірку документів. Побачивши двох підозрілих людей, вони вирішили їх затримати, але Данилишин застрелив коменданта і важко поранив поліціянта. Далі вони рушили уздовж залізниці, а потім полем до села Розвадів.
В Пустомитах та навколишніх селах активно діяв український національний рух. Так у 1936 році в Лісневичах відбулася районна політична нарада Українського національно-демократичного об'єднання (УНДО), на якій були представники громад з Лісневич, Пустомит, Місток, Нагорян, Глинни, Милошовичів і Підсадок. Був присутній голова УНДО та Української Парляментарної Репрезентації в польському сеймі Василь Мудрий. Він закликав місцеву громаду одностайно та зорганізовано протистояти комунізмуЗ організаційного руху: Районова політична нарада в Лісневичах // Діло. — 1936, 20 травня. — № 111 (14.360). — С. 5..
21 вересня 1939 року місто було окуповано радянськими військами. У 1940 році було створено Сокільницький район, центр якого був у Пустомитах.
24 червня 1941 року, за два дні після початку німецько-радянської війни, органи радянської влади покинули свій районний осідок в Пустомитах. В Лісневичах були організовані загони, які, захопивши зброю у відділенні міліції, Як наше село вигонило червоних окупантів // Українські щоденні вісті. — 1941, 8 липня. — № 2. — С. 2.</ref>. Згодом Пустомити були окуповані німецькими військами.
У травні 1942 року в Пустомитах відкрито дитячий садок.
У вересні 1942 року було посвячено Могилу Свободи на околиці Пустомит, біля читальні, насипану в пам'ять про тих, хто загинув у боротьбі з більшовизмом.
15 квітня 1943 року недалеко від глинських заводів окупанти створили табір примусової праці. В ньому перебувало 228 юдеїв, яких використовували для праці на вапняному заводі. 25 липня 1943 року 202 в'язнів було розстріляно.
28 липня 1944 року Пустомити було звільнено від німецької окупації, селище знову зайняли радянські війська.
У 1944—1945 роках село було електрифіковане і газифіковане. Завершено будову всіх цегельно-вапняних заводів У Глинній Наварії.
Пустомити почали активно рости та розвиватися після створення Пустомитівського району у 1959 році — до нового райцентру переселялося багато родин з усього району. У 1988 році селище міського типу Пустомити отримало статус міста.
У роки незалежної України місто продовжує розвиватися. Так, у 1995 році побудовано середню школу № 2 на 630 учнівських місць, збудовано ряд індивідуальних житлових будинків, будівель різного призначення (магазини, кафе-бари тощо). Мешканців міста та району обслуговує центральна районна лікарня, поліклініка.
2 листопада 2018 року, у межах урочистостей до 100-ліття створення ЗУНР на цвинтарі мікрорайону Глинна у Пустомитах відкрили меморіал пам'яті воїнів УГА «Борцям за волю України». На місці меморіалу поховано 111 вояків УГА, понад 900 — австро-угорського війська та 300 — російської армії. У складі останніх двох були й українці.
14 листопада 2018 року Архієпископ і Митрополит Львівський Ігор (Возьняк) звершив Чин посвячення новозбудованого дерев'яного храму у Пустомитах.

## Населення
Станом на 2022 рік населення Пустомит налічує 9372 особи.
Динаміка населення Пустомит

### Національний склад
Розподіл населення за національністю за даними перепису 2001 року:
| Національність  | Відсоток |
| --------------- | -------- |
| українці        | 97,52 %  |
| росіяни         | 1,38 %   |
| поляки          | 0,72 %   |
| білоруси        | 0,16 %   |
| інші/не вказали | 0,22 %   |

### Мова
За даними Всеукраїнського перепису населення 2001 року, в місті мешкало 9798 осіб. Мовний склад був таким:
| Мова       | Число ос. | Відсоток |
| ---------- | --------- | -------- |
| українська | 9660      | 98,60    |
| російська  | 111       | 1,13     |
| польська   | 19        | 0,19     |
| білоруська | 4         | 0,04     |
| румунська  | 2         | 0,02     |
| вірменська | 1         | 0,01     |
| угорська   | 1         | 0,01     |

## Економіка
Заводи залізобетонних конструкцій і холодного асфальту, харчова промисловість, сірчані джерела. Рибне господарство «Карпатський Водограй».
Елеватор ПП «Оліяр», ПП «Олівейра».

## Агротуристичний кластер «ГорбоГори»
Агротуристичний кластер «ГорбоГори» створений в 2017 році з ініціативи місцевих фермерів, в тому числі учасників АТО, органів місцевої і обласної влади, наукових і навчальних установ на території 3 сільських рад Пустомитівського району (тепер, після реформи децентралізації зосереджений на території Пустомитівської ОТГ та Солонківської ОТГ), зокрема у с. Віняви буде споруджено туристичний комплекс «Місто майстрів». Мета кластеру — забезпечення сталого розвитку території названих громад через розбудову інфраструктури, маркетинг альтернативних видів сільського підприємництва та бізнесу в межах агротуристичного кластера. CEO проєкту «ГорбоГори» у 2021 році призначено Андрія Жидачека.
Велосипедний маршрут: Пустомити — Радвань — Семенівка — Милошовичі — Віняви — старий кар'єр — Хоросно — Раковець.
Шлях починається в центрі Пустомит. Другою його локацією є хутір Радвань — осередок агротуристичного кластеру «ГорбоГори» і найвища місцина маршруту (320 м над рівнем моря). Далі маршрут пролягає через річку Ставчанку, муровану церкву святого Іллі та пам'ятку національного значення — побудовану 1718 року дерев'яну церкву архистратига Михаїла. У селі Милошовичі можна відвідати церкву Стрітення 1820 року. Поблизу наступного пункту, села Віняви, є відкрита для туристів козяча ферма «Добре діло». Тут також розташований старий кар'єр і печери — дві чудових фотолокації. Завершується маршрут у селі Раковець, яке відоме джерелом та великою кількістю пасік.

## Транспорт
Пустомити розташовані на електрифікованій двоколійній магістральній залізниці Львів — Стрий — Чоп.
У самому місті розташована посадкова платформа «Пустомити», а на околиці — станція Глинна-Наварія. Деякі прискорені рейси зупиняються лише в Пустомитах (Львів — Мукачево, Львів — Трускавець, Львів — Ужгород). Швидкі поїзди далекого сполучення не зупиняються.
Практично щогодини, а в пікові години ще частіше, курсують приміські електропоїзди напрямку Львів — Стрий, забезпечуючи пряме залізничне сполучення з містами: Моршин, Трускавець, Мукачево, Чоп.
Частина рейсів — прискорені, що дозволяє дістатися Львова за 20 хвилин.
Окрім залізничного транспорту, курсують автобуси до Львова та сіл району.

## Освіта
Діють два загальноосвітніх заклади — Пустомитівський ліцей № 1 та Пустомитівський ліцей № 2 імені Василя Кучабського<. Працює три дошкільних навчальних заклади (дитячих садочки) — ДНЗ № 1 «Віночок», ДНЗ № 2 та ДНЗ № 3.

## Культура, музеї і пам'ятні знаки
У 1914 році, у столітню річницю з дня народження Тараса Шевченка, громади з навколишніх сіл зібралися для того, щоб встановити в селі пам'ятник поетові. Вже у 1921 році місцеві поляки-шовіністи знищили пам'ятник Шевченкові і лише у 1990 році силами товариства української мови «Просвіта» його було відновлено.
На базі Пустомитівського ліцею № 2 створено музей Василя Кучабського — відомого політичного і військового діяча часів ЗУНР, який народився на Волиці, у передмісті Пустомит (тепер центральна частина міста).
На церкві святого Миколая (нині церква Успіння Пресвятої Богородиці) встановлена пам'ятна таблиця на честь Владики Володимира Стернюка, який народився у Пустомитах 12 лютого 1907 року в родині о. Володимира Стернюка, щирецького декана й пароха Пустомит, та Євгенії Коновалець.
Вшановуючи пам'ять загиблих у визвольних змаганнях, пустомитівчани спорудили пам'ятні знаки: до 50-ліття УПА, полеглим борцям за волю України в Пустомитах і жертвам сталінських репресій та загиблим за волю України у Лісневичах.
У місті функціонує Народний дім, де проводять різноманітні зустрічі та заходи. З 1990 року виходить газета «Голос народу» — вісник Пустомитівської районної ради.
Також діє Пустомитівська школа мистецтв (колись — Пустомитівська музична школа).

## Палац у Пустомитах

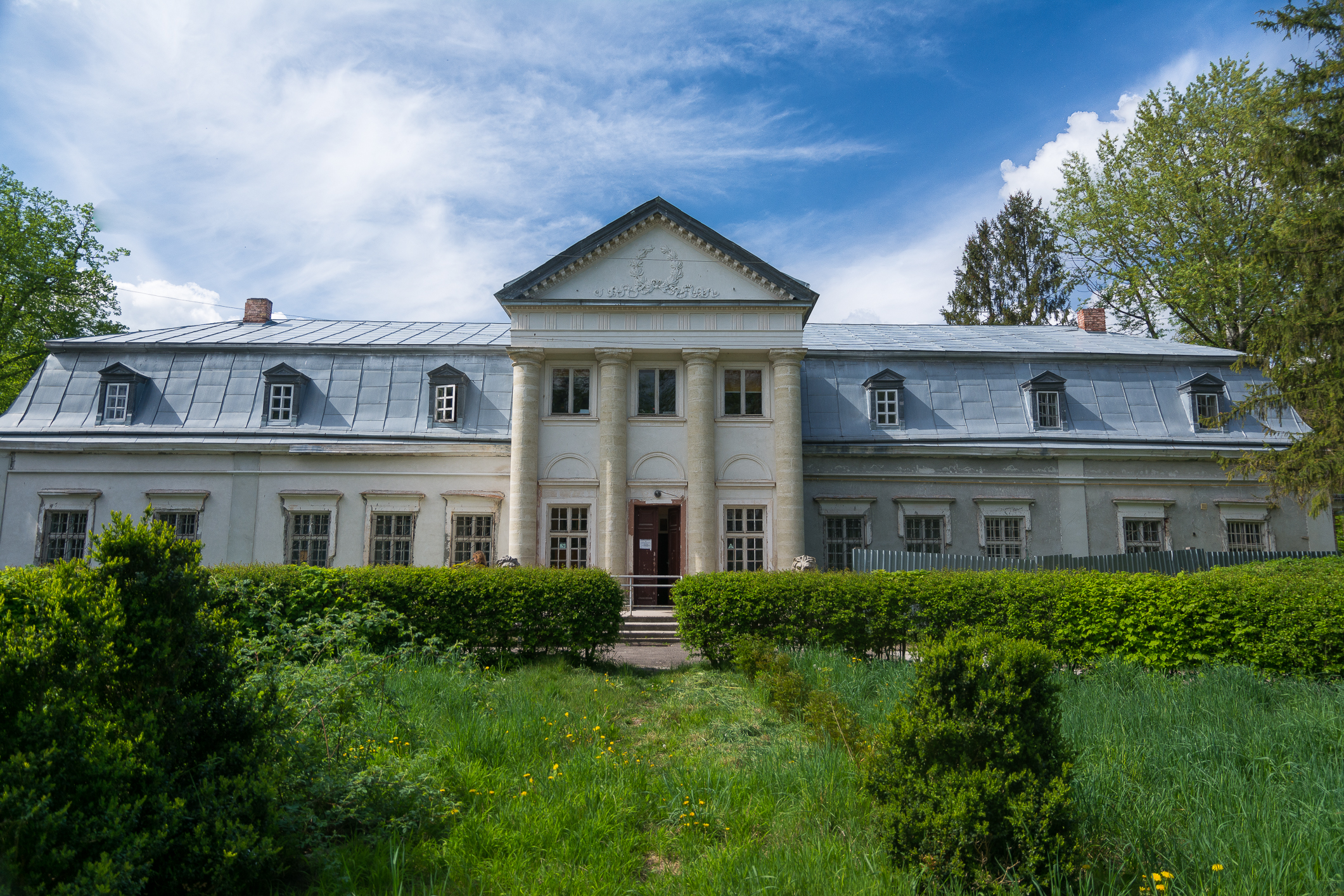
Садибний будинок (палац) з парком

Прямокутна видовжена будівля 1930-х років, одноповерхова з мансардою. Вибудована з цегли, потинькована. Дах бароковий, критий бляхою, з заломом. Головний фасад прикрашений ризалітом з фронтоном. Парковий фасад має гранчастий ризаліт, побудований на терасі. За палацом — залишки пейзажного парку. За архітектурою — палац у Пустомитах належить до типових зразків псевдокласицизму.

## Спорт

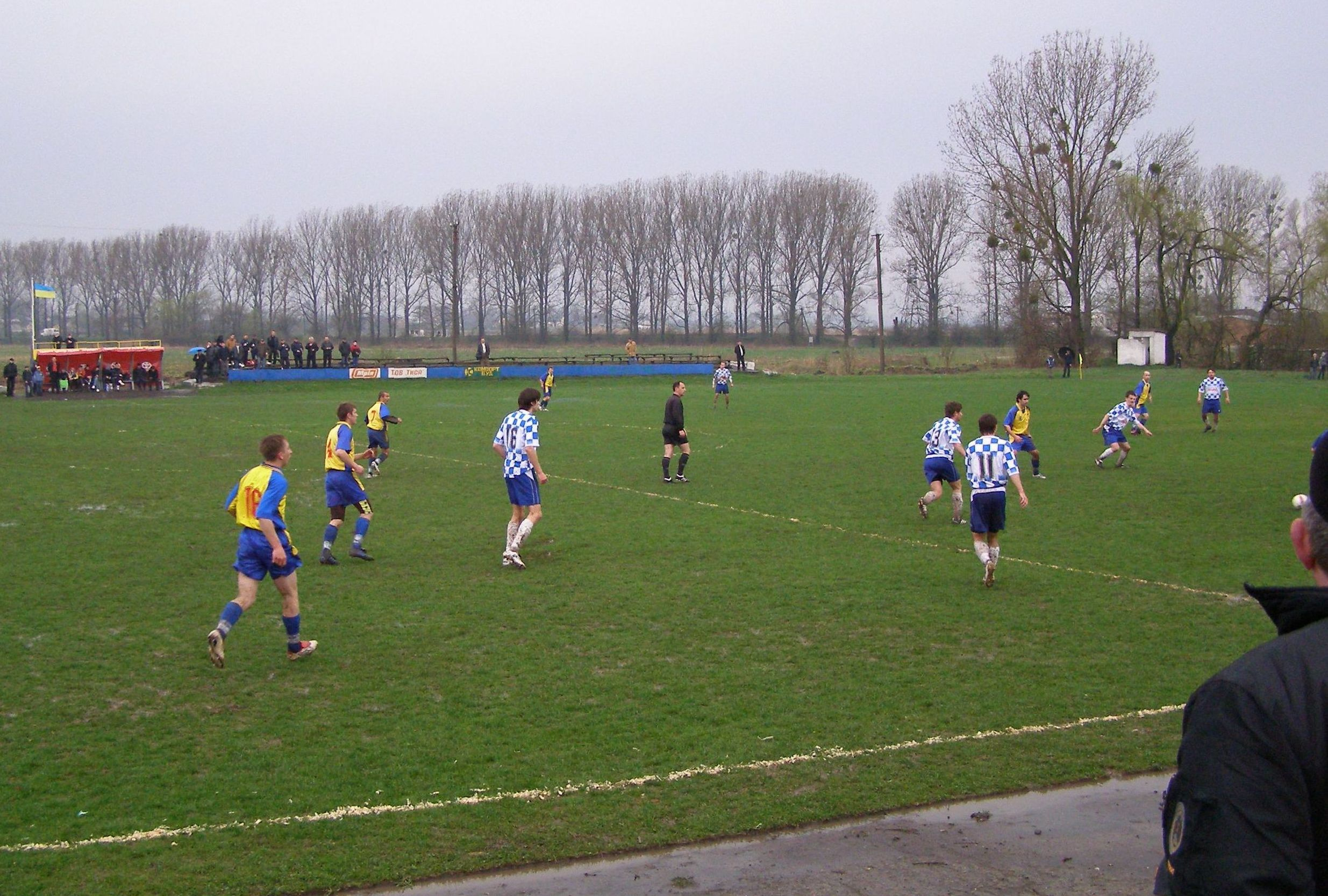
Матч ФК «Пустомити» (2009 рік)

Є міський стадіон, на якому проводить домашні ігри футбольний клуб «Пустомити» та волейбольний клуб «Пустомити».
В межах проєкту підготовки до чемпіонату Європи з футболу 2012 року у Пустомитах планували збудувати сучасні реабілітаційний центр та тренувальну базу, але проєкти не було реалізовано.
У 2018 році було збудовано два футбольних поля зі штучним покриттям, які розташовані на вулицях Глинській та Парковій.

## Міста-побратими
Міста-партнери:
- Латвія Смілтене, Латвія (2011)[33]
- Польща Гміна Журавиця, Польща
- Польща Сташув, Польща
- Польща Риманів, Польща
- Україна Жовква, Україна (2018)[34]

## Відомі люди

### Народилися
- Любко Дереш — український письменник.
- Володимир Зейлик (1996—2017) — український військовик, механік-водій окремого батальйону «Донбас-Україна» Сухопутних військ Збройних сил України. Учасник війни на сході України.
- Василь Кучабський — український історик.
- Ольга Левицька — українська акторка та співачка.
- Ярослава Менкуш (Заневчак) (16 лютого 1923, Пустомити — 9 грудня 2015, Львів) — майстриня художньої вишивки, дизайнер одягу. Учасниця національно-визвольного руху. Член ОУН[35][36].
- Володимир Орлов (1989—2022) — український військовик, солдат Збройних Сил України, учасник російсько-української війни.
- Назар Пеприк — український вояк, старший прапорщик Збройних сил України. Учасник війни на сході України.
- Володимир Стернюк — український релігійний діяч, голова УГКЦ (1972—1991).
- Оксана Савицька — українська бандуристка, солістка Львівської філармонії.

### Пов'язані з містом
- Дмитро-Олесь Гуменюк — воїн УПА, дивізії «Галичина», голова Львівського крайового братства ветеранів національно-визвольної боротьби. Учасник Норильского повстання.
- Андрій Дигдалович — активний учасник «Революції Гідності» в Україні. Загинув від кулі снайпера на Майдані Незалежності у Києві 20 лютого 2014 року.
- Іван Кандиба  — український правозахисник. Співзасновник Української Гельсінської групи (УГГ).
- Михайло Левицький — український релігійний діяч, єпископ Української греко-католицької церкви, Митрополит Галицький та Архієпископ Львівський — предстоятель Української греко-католицької церкви.
- Ярослав Федина — український політик і медик.
- Ірина Шуст-Назарчук — українська співачка та бандуристка.

## Галерея

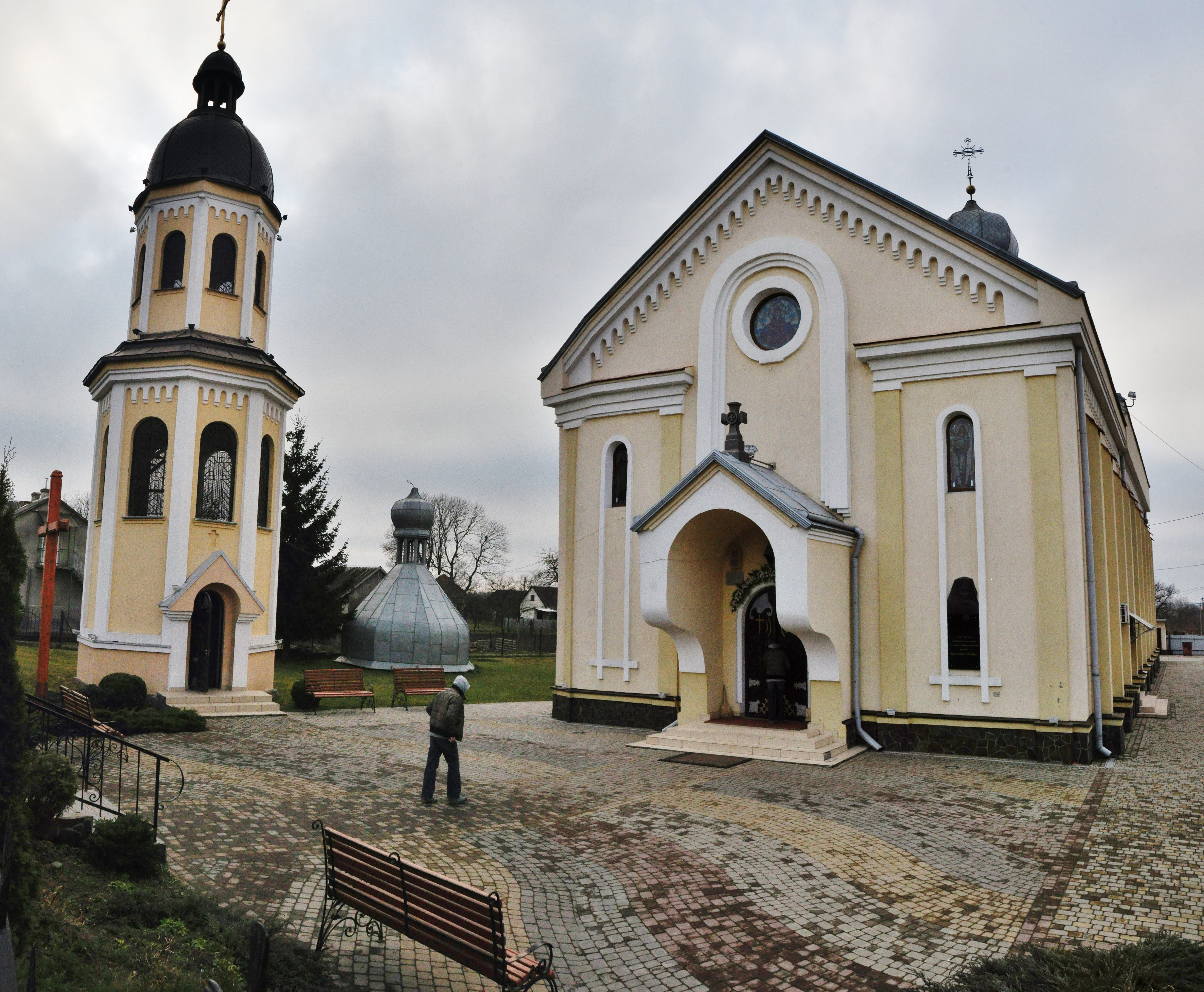
Церква Успіння Пресвятої Богородиці (1908)
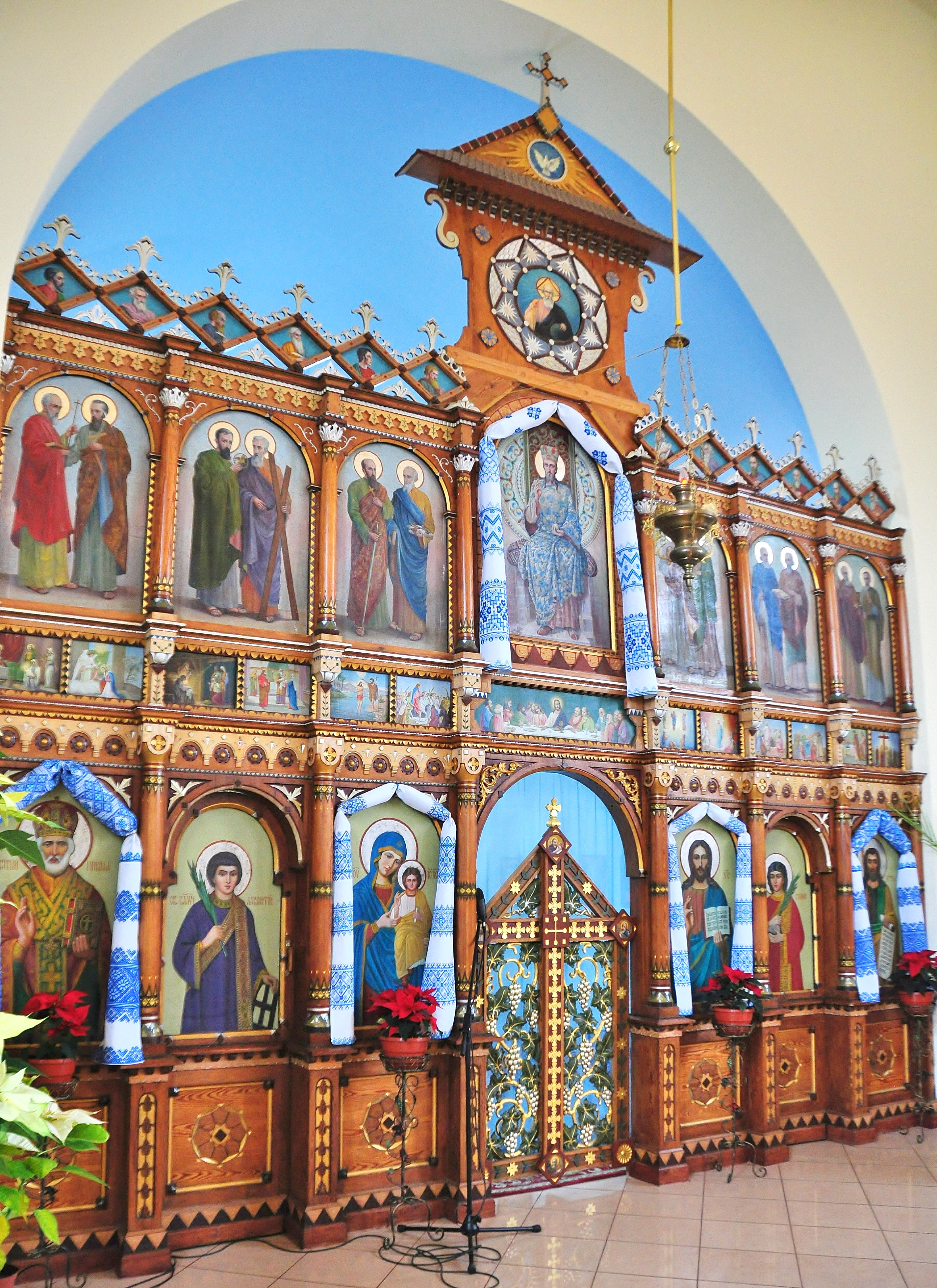
Іконостас церкви Успіння Пресвятої Богородиці
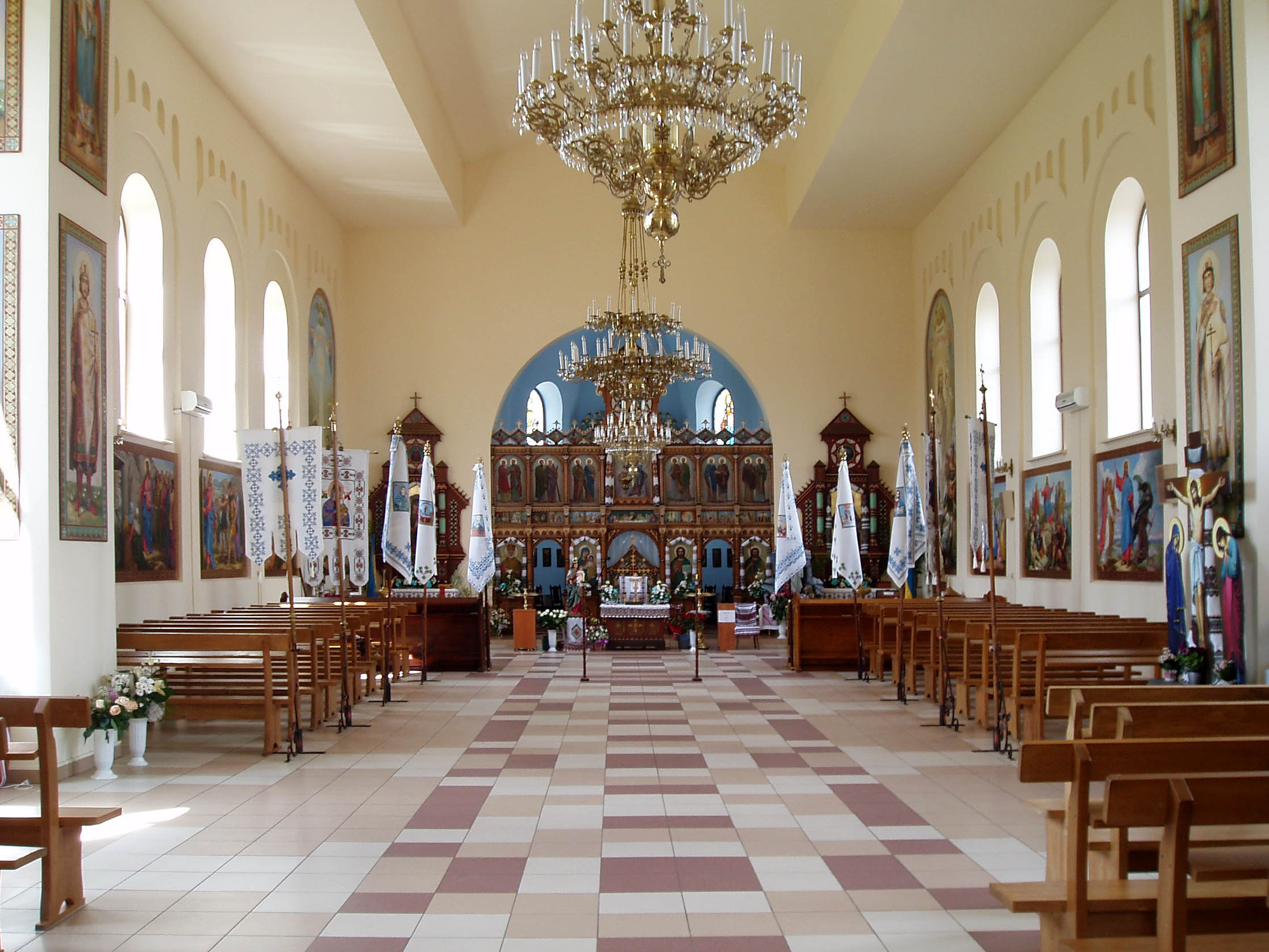
Інтер'єр церкви Успіння Пресвятої Богородиці
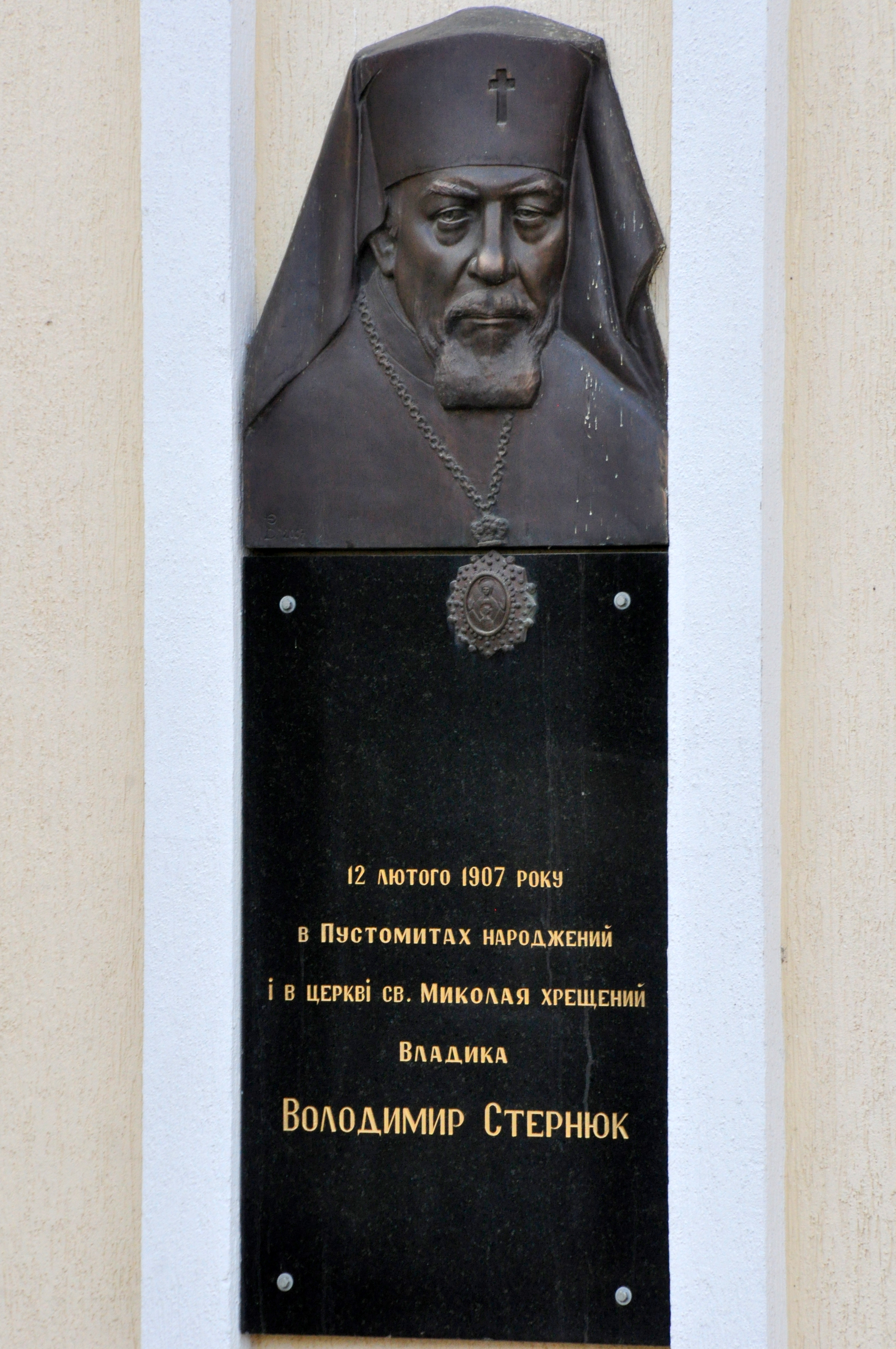
Пам'ятна таблиця Владиці Володимирові (Стернюку)
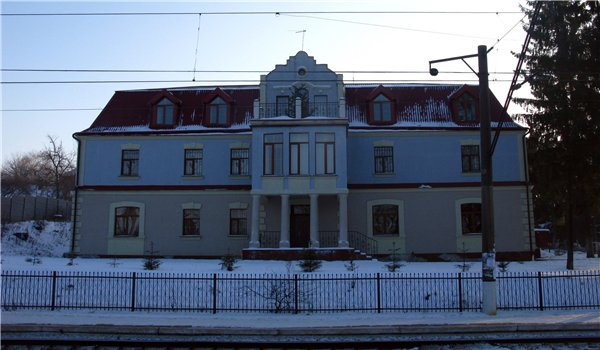
Відділок поліції
Залізнична платформа «Пустомити»
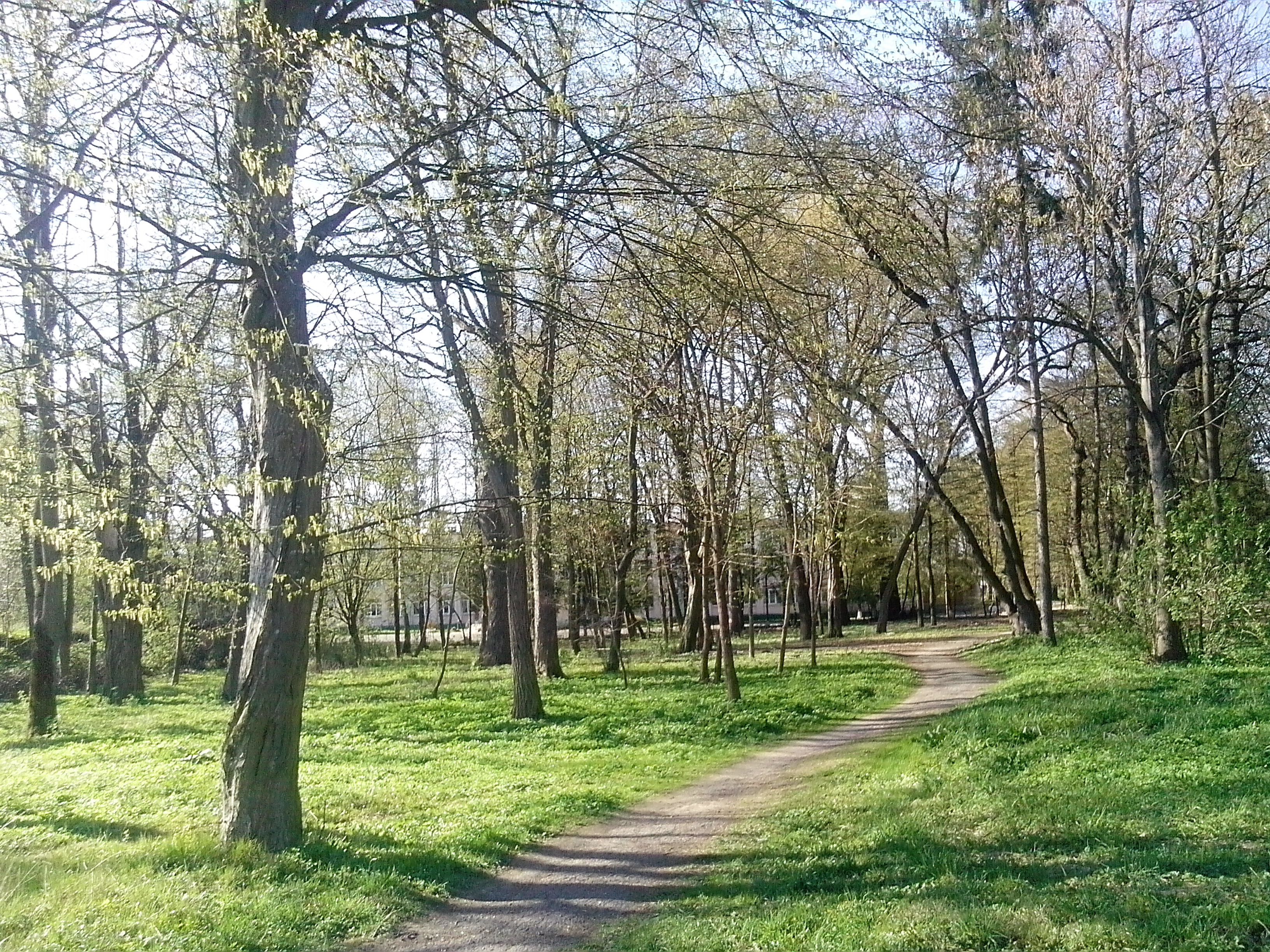
Парк XIX століття
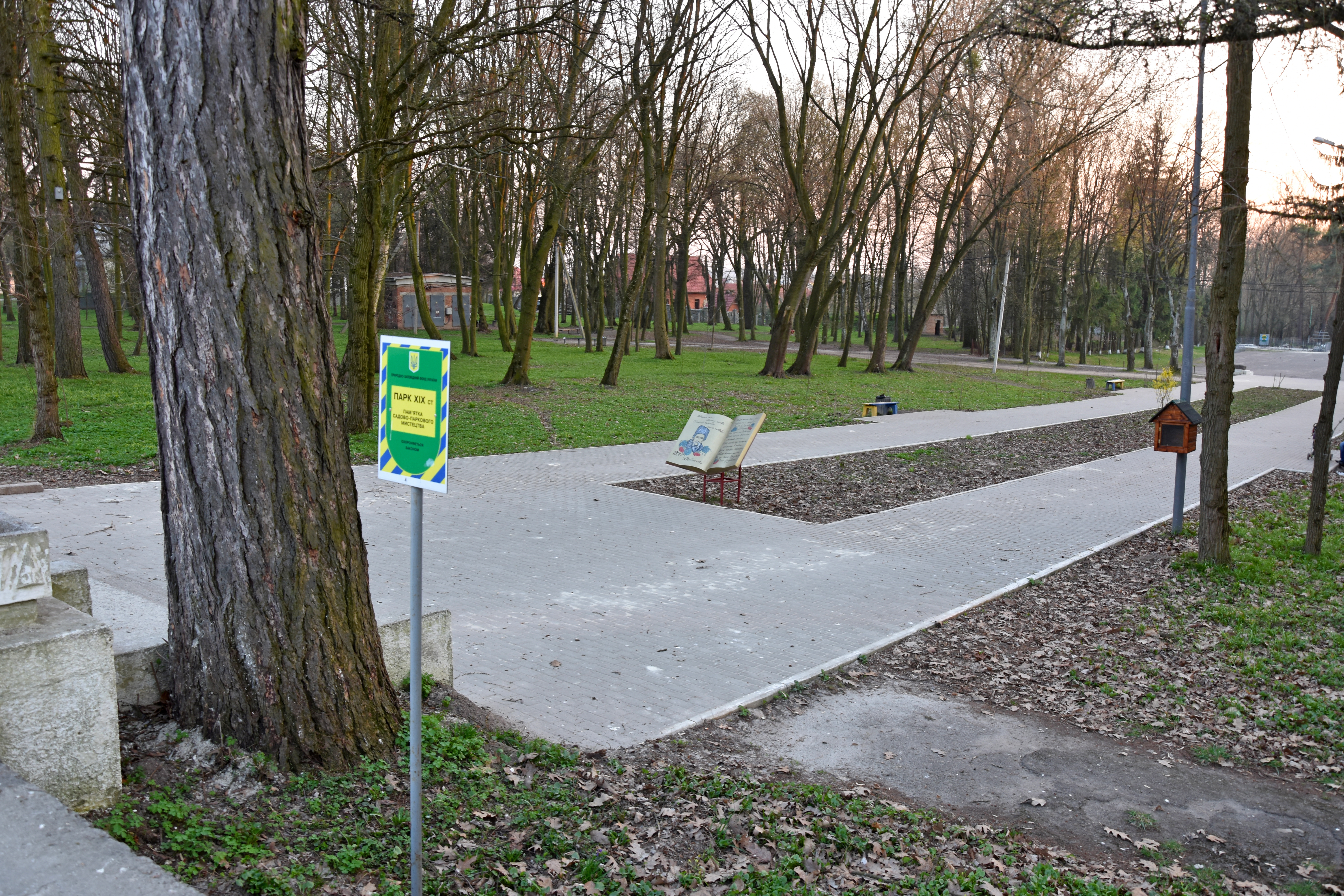
Міський парк весною 2019 року
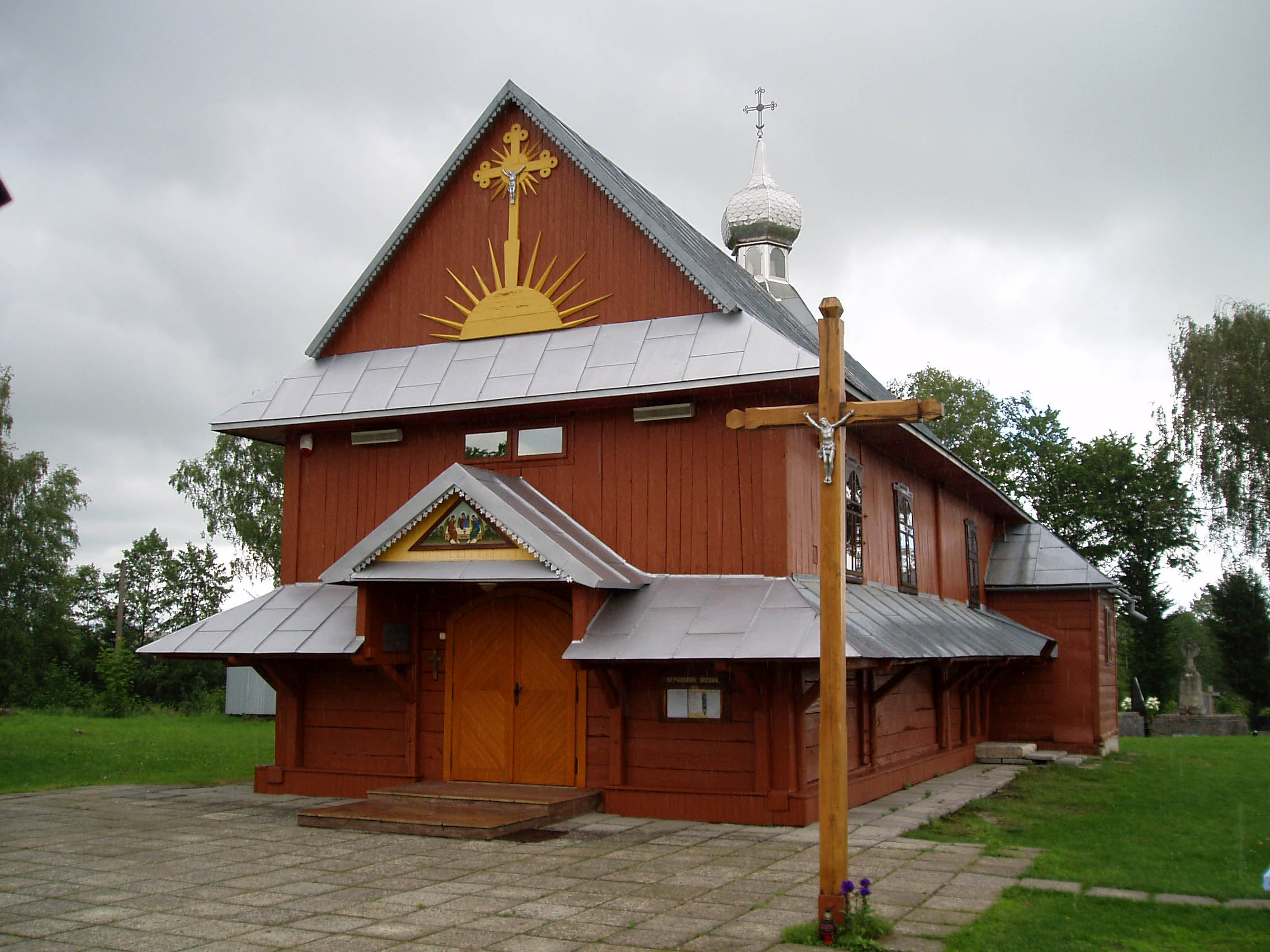
Церква Святого Симеона Стовпника у Лісневичах